# Azul de tornassol
Azul de tornassol ou papel tornassol é um indicador solúvel em água extraído de certos líquens. Torna-se vermelho em condições de baixo pH (ácidas), azul em condições de alto pH (básicas) e roxo em condições neutras.
A mudança de cor ocorre ao longo da faixa de pH 4,5 - 8,3 (25 ºC). A faixa extensa de mudança de cor faz com que o tornassol seja inadequado para titulações, mas ele é comumente usado como um indicador pouco preciso da acidez ou de alcalinidade de uma solução. Pode ser usado dissolvido em solução ou em forma de papel de tornassol (papel absorvente embebido de solução de tornassol). O papel de tornassol, em específico, pode ser usado colocando-o diretamente na solução ou pingando gotas da solução no papel. A mudança de cor não é irreversível. 
O papel de tornassol é somente um entre vários tipos de indicadores de pH em forma de tira, com outros indicadores geralmente diferindo em sua faixa de mudança de cor. Um exemplo é o indicador universal. 

## Composição
O tornassol é uma mistura (número CAS: 1393-92-6) de diversos pigmentos orgânicos extraídos de líquens. Sua capacidade indicadora é proporcionada pelo cromóforo 7-hidroxifenoxazina, um ácido fraco.

## Mecanismo
A mudança de cor do tornassol é governada pelo equilíbrio químico que rege o cromóforo e pelas cores distintas de suas duas formas. Em condições de pH baixo, a forma protonada ácida da 7-hidroxifenoxazina predomina, conferindo ao tornassol uma coloração vermelha. Em condições de pH alto, a base conjugada da 7-hidroxifenoxazina predomina e dá ao tornassol cor azul. Em condições de pH aproximadamente neutras, tanto a forma ácida vermelha quanto a forma básica azul do cromóforo estão presentes em proporções similares, gerando uma cor roxa intermediária. Este é o mecanismo de funcionamento típico de um equilíbrio ácido-base.